# Cờ vua tại Đại hội Thể thao Đông Nam Á 2011
Cờ vua tại Đại hội Thể thao Đông Nam Á lần thứ 26 được tổ chức ở Palembang, Indonesia vào tháng 11 năm 2011.

## Huy chương

### Nam
| Sự kiện       | Vàng                          | Bạc                               | Đồng                              |
| ------------- | ----------------------------- | --------------------------------- | --------------------------------- |
| Châu Á        | Uaychai Kongsee · Thái Lan    | Wynn Zaw Htun · Myanmar           | Nguyễn Huỳnh Minh Huy · Việt Nam  |
| Cờ tưởng      | Lê Quang Liêm · Việt Nam      | John Paul Gomez · Philippines     | Darwin Laylo · Philippines        |
| Cờ tiêu chuẩn | Susanto Megaranto · Indonesia | Wesley So · Philippines           | Kyaw Lin Naing · Myanmar          |
| Cờ nhanh      | Lê Quang Liêm · Việt Nam      | Hamdani Rudin · Indonesia         | Nguyễn Ngọc Trường Sơn · Việt Nam |
| Cờ chớp       | Wesley So · Philippines       | Nguyễn Ngọc Trường Sơn · Việt Nam | Mark Paragua · Philippines        |

### Nữ
| Sự kiện       | Vàng                           | Bạc                            | Đồng                                       |
| ------------- | ------------------------------ | ------------------------------ | ------------------------------------------ |
| Cờ tiêu chuẩn | Nguyễn Thị Mai Hưng · Việt Nam | Rulp Ylem Jose · Philippines   | Irine Kharisma Sukandar · Indonesia        |
| Cờ nhanh      | Phạm Lê Thảo Nguyên · Việt Nam | Hoàng Thị Bảo Trâm · Việt Nam  | Catherine Perena · Philippines             |
| Cờ chớp       | Hoàng Thị Như Ý · Việt Nam     | Medina Warda Aulia · Indonesia | Chelsie Monica Ignesias Sihite · Indonesia |

### Hỗn hợp
| Sự kiện       | Vàng                                           | Bạc                                             | Đồng                                        |
| ------------- | ---------------------------------------------- | ----------------------------------------------- | ------------------------------------------- |
| Cờ tiêu chuẩn | Việt Nam · Đào Thiên Hải · Nguyễn Thị Thanh An | Philippines · Oliver Barbosa · Catherine Perena | Malaysia · Lim Yee-Weng · Nur Najiha Hisham |

## Bảng tổng sắp huy chương
| Hạng               | Đoàn               | Vàng | Bạc | Đồng | Tổng số |
| ------------------ | ------------------ | ---- | --- | ---- | ------- |
| 1                  | Việt Nam (VIE)     | 6    | 2   | 2    | 10      |
| 2                  | Philippines (PHI)  | 1    | 4   | 3    | 8       |
| 3                  | Indonesia (INA)    | 1    | 2   | 2    | 5       |
| 4                  | Thái Lan (THA)     | 1    | 0   | 0    | 1       |
| 5                  | Myanmar (MYA)      | 0    | 1   | 1    | 2       |
| 6                  | Malaysia (MAS)     | 0    | 0   | 1    | 1       |
| Tổng số (6 đơn vị) | Tổng số (6 đơn vị) | 9    | 9   | 9    | 27      |